# 14815 Rutberg
14815 Rutberg eller 1981 TH3 är en asteroid i huvudbältet som upptäcktes den 7 oktober 1981 av den ryska astronomen Tamara Smirnova vid Krims astrofysiska observatorium på Krim. Den har fått sitt namn efter Filipp Grigor'evich Rutberg.
Asteroiden har en diameter på ungefär 3 kilometer.